# 劉弘基
劉弘基（582年—650年），雍州池陽人。

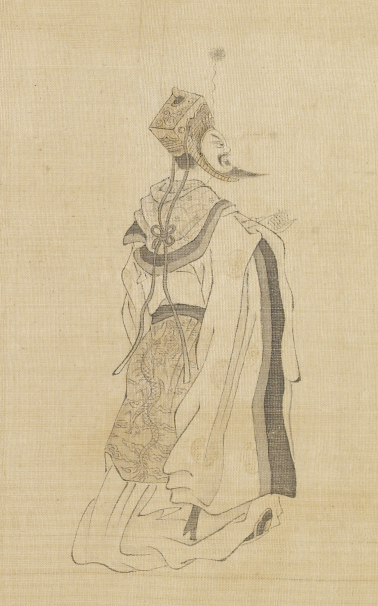
劉弘基

其父劉升是隋代河州（今甘肃临夏）刺史，弘基以父廕為右勳侍。大業末年，为避免從隋煬帝征高句丽，故意私宰耕牛犯罪，被縣令關進監獄。自太原起事便追隨李淵父子，與李世民友善，進攻長安時任先鋒，擒隋主將屈突通。唐高祖曾有詔以太原元谋立功，劉弘基與左骁卫大将军长孙顺德、右屯卫大将军窦琮、左翊卫大将军柴绍、内史侍郎唐俭、吏部侍郎殷开山、鸿胪卿刘世龙等十四人，约免一死。玄武門之變擁立有功。貞觀年間因多次貪污被彈劾，李世民不忍治罪，只是將他貶官。太宗征伐高句麗，劉弘基又為前軍大總管，力戰有功。唐高宗永徽元年（650年）病死，年六十九，贈開府儀同三司，諡曰襄，陪葬昭陵。劉弘基臨死前，遺命只留給諸子每人奴婢各十五人，良田五頃。認為子孫“若賢，固不藉多財；不賢，守此可以免饑凍。”

## 子孙
- 子：刘仁实，袭封夔国公，官至左典戎卫（太子左卫率）郎将。
- 子：刘仁行，左率府郎将。
  - 孙：刘爱之
- 从子：刘仁景，神龙初年，官至司农卿。

## 延伸阅读
[在维基数据编辑]
 《舊唐書·卷58》，出自刘昫《舊唐書》
 《新唐書·卷090》，出自《新唐書》
 在维基共享资源阅览影像